# 파리 라데팡스 아레나
파리 라데팡스 아레나(Paris La Defense Arena)는 파리 서부 교외 지역인 낭테르에 위치한 다목적 실내 경기장이다. 2017년 10월에 개장한 이 경기장은 럭비 유니언 클럽인 라싱 92가 개발했으며 스타드 올랭피크 이브 뒤 마누아르 홈 경기장을 대체했다. 텔레노르 아레나와 함께 유럽에 건설되는 2개의 다목적 실내 경기장 중 하나로 유럽 최대 규모의 실내 경기장이다. 명명권은 인근 라데팡스 비즈니스 구역의 관리 회사인 파리 라데팡스가 보유한다.
이 장소는 세 가지 별도의 구성을 제공한다. 럭비 구성의 공식 좌석수는 30,681명이다. 콘서트의 경우 40,000석을 수용할 수 있다. 마지막으로, 이동식 스탠드를 사용하면 다양한 실내 스포츠에 다양한 용량으로 사용할 수 있으며 최대 5,000명까지 수용할 수 있다. 부지도 33,000 제곱미터 (360,000 ft2) 포함한다. 사무실 공간, 300개의 학생실, 클럽 상점, 양조장 및 고급 레스토랑을 포함한 상점.
2024년 하계 올림픽에서는 수영을 개최할 예정이다. IOC 후원 규정에 따라 경기장 이름은 아레나 92 (Arena 92)이다.

## 역사
원래 2014년 개장 예정이었으나 현지 시위로 인해 개장일이 연기됐다.
라싱 92는 2017년 12월 22일 툴루즈를 개최할 때까지 새 경기장에서 첫 홈경기를 치르지 않았지만 결국 2017년 10월에 개장했다. 경기장의 실제 이름은 "Arena92"에서 "U Arena"로 변경되었다. 2016년 11월 공중에서 바라본 메인스탠드의 구성과 구조물의 형태를 참고한 것이다. 2018년 6월 12일에 이름이 현재의 파리 라데팡스 아레나로 두 번째 변경되었다. 이는 인근 라데팡스 비즈니스 지구를 관리하는 회사인 파리 라데팡스와 10년간 명명권 계약을 맺은 데 따른 것이다.
원래 이 장소는 개폐식 지붕으로 계획되었으나 최종적으로는 고정식 지붕으로 지어졌다.
롤링 스톤즈는 2017년 10월 19일, 22일, 25일에 세 번의 공연으로 유럽 전용 노 필터 투어 (No Filter Tour) 를 마무리하며 이 장소에서 콘서트를 공연한 최초의 밴드였다. 경기장의 첫 번째 럭비 유니언 경기는 2017년 11월 25일 프랑스 와 일본 간의 경기였다. 2018년 3월 11일, 프랑스 프로 농구 클럽 낭테르 92 와 ASVEL 바스켓이 LNB Pro A 2017-18 시즌 경기에서 서로 대결했다. 이 게임의 관중 수는 15,220명으로 리그 역사상 가장 많은 관중을 기록했다. 2017년에 파리 슈퍼 크로스는 베르시에서 낭테르로 이전했다. 장소는 아레나 크로스 구성에 비해 더 전통적인 슈퍼 크로스를 개최할 수 있기 때문이다.